# Brahms-Institut
Het Brahms-Institut is een onderzoekscentrum, museum, bibliotheek en concertzaal in Lübeck, Duitsland. Er is een permanente collectie met veel oorspronkelijke bronnen en er zijn ook geregeld wisselende exposities te zien. Het maakt deel uit van de Musikhochschule Lübeck.
Het instituut richt zich op musicologen, musici en anderen die zich in muziek interesseren. Aan de basis ligt een verzameling over de componist Johannes Brahms (1833-1897). Deze werd in 1990 aan de hogeschool geschonken door Kurt Hofmann. Hij had deze verzameling sinds de jaren vijftig aangelegd en is een autodidactische kenner van de componist. Sinds de oprichting in 1991 groeide de collectie door allerlei nieuwe schenkingen en gerichte aankopen.
Een groot deel van de collectie komt uit de nalatenschap van de componist zelf, waaronder zijn fotoverzameling, handschriften en bladmuziek. Er zijn ook foto's van andere herkomst, tekeningen, afbeeldingen, eerste uitgaven en programmabladen van eerste en vroege uitvoeringen. Daarnaast wordt een uitgebreide collectie aan briefwisselingen van hem bewaard. Verder herbergt het instituut rond honderd werken die tijdens het leven van Brahms aan hem gewijd werden.
Verder zijn er memorabilia en documenten afkomstig van componisten als Theodor Avé-Lallemant (1805-1890), Richard Barth (1850-1923), Carl Grädener (1812-1983), Hermann Grädener (1844-1929), Richard Heuberger (1850-1914), Joseph Joachim (1831-1907), Theodor Kirchner (1823-1903), Clara Schumann (1819-1896), Robert Schumann (1810-1856) en Julius Spengel (1853-1936).
In de zomer van 2002 werd de collectie ondergebracht in de klassieke Villa Eschenburg. Hier is ook een Festsaal waar opvoeringen plaatsvinden en lezingen worden gegeven.